# MVG A sorozat

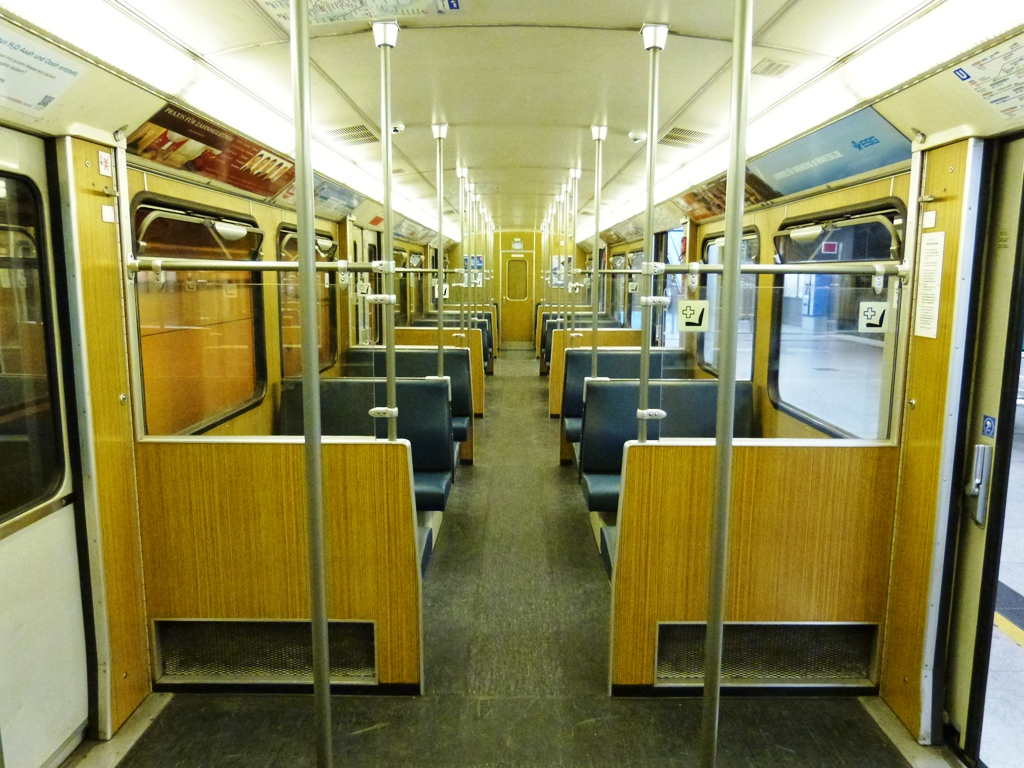
A metrókocsi belseje

Az MVG A sorozat egy metrókocsi-sorozat, mely a Müncheni metró hálózatán üzemel. 1967 és 1983 között összesen 193 kétrészes motorvonatot (összesen 386 kocsit) gyártott a MAN, az O&K, a Rathgeber és a  WMD.

## Alsorozatok
| Típus | Pályaszám | Gyártásban |
| ----- | --------- | ---------- |
| A1    | 091–093   | 1967       |
| A2.1  | 101–151   | 1970       |
| A2.2  | 161–178   | 1974       |
| A2.3  | 201–253   | 1978       |
| A2.5  | 301–348   | 1982       |
| A2.6  | 351–371   | 1983       |